# 坎德洛
坎德洛（義大利語：Candelo），是意大利比耶拉省的一个市镇。总面积15平方公里，人口8058人，人口密度537.2人/平方公里（2009年）。ISTAT代码为096012。

## 友好城市
- 法國 福龙河畔拉罗什